# アレクサンダー・ランガルト
アレクサンダー・ランガルト（Alexander Langgard、1847年9月15日 - 1917年11月8日）は、明治時代にお雇い外国人として来日したドイツの薬学者である。

## 経歴・人物
ハンブルクに生まれる。ベルリン大学に入学し、同大学の教授だったオスカー・リープライヒの師事の元、薬学を学び学位を得た。卒業後、1875年（明治6年）日本政府からの招聘により来日し、東京医学校（現在の東京大学医学部）にて製薬化学の研究やその教鞭を執る。ランゲルトは月給として同大学医学部所属のお雇い外国人としての給料だった300円受給され、さらに薬学の研究にも携わった事で50円追加された。なおこの両方合わせた金額は当時大臣の給料と同じ金額であった。
この頃ハシリドコロやウズといった植物からアルカロイドを発見し、日本で初のそれらを利用した実験を行う。また『日本薬局方』の初版における編纂も携わり、そのドイツ語に翻訳した原本を作成した。門下には丹羽藤吉郎がいる。1881年（明治14年）に任期満了により帰国し、その後は大学時代の恩師だったリープライヒと共にベルリン大学内の研究所にて教鞭を執り、再度薬学の研究にも携わった。

## 栄典
- 勲四等瑞宝章 - 1881年受章[2]。